# Swiss Open 2001
Die Swiss Open 2001 im Badminton fanden vom 13. bis zum 18. März 2001 in der St. Jakobshalle Basel statt. Das Preisgeld betrug 120.000 US-Dollar. Das Turnier hatte damit einen Vier-Sterne-Status im Grand Prix.

## Sieger und Platzierte
| Disziplin    | Gold                           | Silber                        | Bronze                              |
| ------------ | ------------------------------ | ----------------------------- | ----------------------------------- |
| Herreneinzel | Roslin Hashim                  | Lee Tsuen Seng                | Marleve Mainaky                     |
| Herreneinzel | Roslin Hashim                  | Lee Tsuen Seng                | Taufik Hidayat                      |
| Dameneinzel  | Pi Hongyan                     | Xu Huaiwen                    | Jun Jae-youn                        |
| Dameneinzel  | Pi Hongyan                     | Xu Huaiwen                    | Marina Andrievskaia                 |
| Herrendoppel | Michael Søgaard Jim Laugesen   | Jens Eriksen Jesper Larsen    | Martin Lundgaard Hansen Lars Paaske |
| Herrendoppel | Michael Søgaard Jim Laugesen   | Jens Eriksen Jesper Larsen    | Ha Tae-kwon Jung Jae-sung           |
| Damendoppel  | Ra Kyung-min Lee Kyung-won     | Helene Kirkegaard Rikke Olsen | Megumi Oniike Kaori Mori            |
| Damendoppel  | Ra Kyung-min Lee Kyung-won     | Helene Kirkegaard Rikke Olsen | Shizuka Yamamoto Seiko Yamada       |
| Mixed        | Jens Eriksen Mette Schjoldager | Michael Søgaard Rikke Olsen   | Michael Lamp Ann-Lou Jørgensen      |
| Mixed        | Jens Eriksen Mette Schjoldager | Michael Søgaard Rikke Olsen   | Yoo Yong-sung Hwang Yu-mi           |

## Finalresultate
| Disziplin    | Sieger                         | Gegner                        | Ergebnis                |
| ------------ | ------------------------------ | ----------------------------- | ----------------------- |
| Herreneinzel | Roslin Hashim                  | Lee Tsuen Seng                | 1:7, 7:4, 7:4, 7:0      |
| Dameneinzel  | Pi Hongyan                     | Xu Huaiwen                    | 7:2, 7:1, 7:5           |
| Herrendoppel | Michael Søgaard Jim Laugesen   | Jens Eriksen Jesper Larsen    | 4:7, 7:2, 1:7, 7:1, 7:3 |
| Damendoppel  | Ra Kyung-min Lee Kyung-won     | Helene Kirkegaard Rikke Olsen | 7:3, 8:6, 2:7, 7:4      |
| Mixed        | Jens Eriksen Mette Schjoldager | Michael Søgaard Rikke Olsen   | 7:4, 2:7, 7:5, 7:2      |

## Halbfinalresultate
| Disziplin    | Sieger                         | Gegner                              | Ergebnis           |
| ------------ | ------------------------------ | ----------------------------------- | ------------------ |
| Herreneinzel | Roslin Hashim                  | Marleve Mainaky                     | 7:5, 8:6, 2:7, 7:3 |
|              | Lee Tsuen Seng                 | Taufik Hidayat                      | 6:8, 8:7, 7:1, 7:5 |
| Dameneinzel  | Pi Hongyan                     | Jun Jae-youn                        | 7:5, 7:2, 7:3      |
|              | Xu Huaiwen                     | Marina Andrievskaia                 | 7:0, 1:7, 7:2, 7:3 |
| Herrendoppel | Michael Søgaard Jim Laugesen   | Martin Lundgaard Hansen Lars Paaske | 7:1, 7:2, 7:8, 7:3 |
|              | Jens Eriksen Jesper Larsen     | Ha Tae-kwon Jung Jae-sung           | 7:5, 7:4, 4:7, 8:6 |
| Damendoppel  | Ra Kyung-min Lee Kyung-won     | Megumi Oniike Kaori Mori            | 7:1, 7:5, 7:3      |
|              | Helene Kirkegaard Rikke Olsen  | Shizuka Yamamoto Seiko Yamada       | 7:0, 7:4, 7:2      |
| Mixed        | Jens Eriksen Mette Schjoldager | Michael Lamp Ann-Lou Jørgensen      | 7:1, 7:2, 7:4      |
|              | Zhang Jun Gao Ling             | Yoo Yong-sung Hwang Yu-mi           | 7:4, 7:5, 7:0      |

## Viertelfinalresultate
| Disziplin    | Sieger                              | Gegner                              | Ergebnis                |
| ------------ | ----------------------------------- | ----------------------------------- | ----------------------- |
| Herreneinzel | Roslin Hashim                       | Agus Hariyanto                      | 7:2, 7:0, 7:1           |
|              | Marleve Mainaky                     | Yeoh Kay Bin                        | 3:7, 8:6, 7:2, 2:7, 7:3 |
|              | Lee Tsuen Seng                      | Richard Vaughan                     | 7:1, 7:0, 7:5           |
|              | Taufik Hidayat                      | Vladislav Druzchenko                | 4:7, 7:5, 3:7, 7:2, 7:3 |
| Dameneinzel  | Pi Hongyan                          | Seo Yoon-hee                        | 7:5, 7:0, 7:3           |
|              | Jun Jae-youn                        | Ling Wan Ting                       | 2:7, 4:7, 7:3, 7:4, 8:6 |
|              | Xu Huaiwen                          | Louisa Koon Wai Chee                | 7:2, 7:0, 7:5           |
|              | Marina Andrievskaia                 | Julia Mann                          | 7:0, 7:5, 7:1           |
| Herrendoppel | Michael Søgaard Jim Laugesen        | Quinten van Dalm Dennis Lens        | 7:4, 7:2, 7:2           |
|              | Martin Lundgaard Hansen Lars Paaske | Chew Choon Eng Chan Chong Ming      | 7:1, 7:2, 7:2           |
|              | Jens Eriksen Jesper Larsen          | Liu Kwok Wa Albertus Susanto Njoto  | 6:7, 7:4, 8:6, 7:3      |
|              | Ha Tae-kwon Jung Jae-sung           | Tadashi Ohtsuka Keita Masuda        | 5:7, 7:4, 7:0, 7:3      |
| Damendoppel  | Ra Kyung-min Lee Kyung-won          | Mette Schjoldager Ann-Lou Jørgensen | 6:8, 7:5, 7:1, 8:6      |
|              | Megumi Oniike Kaori Mori            | Park Hyo-sun Jun Jae-youn           | 7:0, 8:6, 7:0           |
|              | Helene Kirkegaard Rikke Olsen       | Hwang Yu-mi Lee Hyo-jung            | 7:5, 2:7, 7:3, 7:2      |
|              | Shizuka Yamamoto Seiko Yamada       | Majken Vange Pernille Harder        | 7:5, 7:0, 7:5           |
| Mixed        | Jens Eriksen Mette Schjoldager      | Ha Tae-kwon Lee Kyung-won           | 7:5, 7:1, 7:3           |
|              | Michael Lamp Ann-Lou Jørgensen      | Björn Siegemund Nicol Pitro         | 8:6, 8:6, 8:7           |
|              | Michael Søgaard Rikke Olsen         | Graham Hurrell Sarah Hardaker       | 7:3, 7:3, 7:2           |
|              | Yoo Yong-sung Hwang Yu-mi           | Fredrik Bergström Jenny Karlsson    | 4:7, 7:2, 8:7, 7:2      |